# Das Geheimnis von Murk
Das Geheimnis von Murk ist ein Schweizer Film der Regisseurin Sabine Boss aus dem Jahr 2008.

## Handlung
Das Ehepaar Felix und Sarah Gerber wohnt im fiktiven Dorf Murk im Zürcher Oberland. Felix ist erfolgloser Konstrukteur von Windrädern und die Künstlerin Sarah hat genug von den Schulden ihres Mannes und dem Landleben. Ihr Leben ist geprägt von Streitereien. Eines Tages erscheint auf dem Feld vor ihrem Haus ein Kornkreis. Sarah und viele Dorfbewohner versuchen aus dieser Erscheinung Kapital zu schlagen, was auf die Ablehnung von Felix stösst. Als sich Sarah immer mehr für den Fahrlehrer Mike zu interessieren beginnt, versucht Felix sie zurückzugewinnen. Dazu muss er sich mit Mike zusammentun.

## Produktion und Vorführung
Das Geheimnis von Murk wurde im Jahr 2008 unter der Regie von Sabine Boss für die Zürcher Produktionsfirma C-FILMS und das Schweizer Fernsehen als Fernsehfilm in Uerzlikon gedreht. Produzent war Peter Reichenbach.
Der Film wurde im Januar 2008 an den Solothurner Filmtagen gezeigt und wegen seines Erfolges auch ab August in den Schweizer Kinos. Im Dezember erschien er auf DVD und wurde vom Schweizer Fernsehen ausgestrahlt.

## Rezeption
Der Film erhielt 10'000 Franken vom Zürcher Filmpreis und wurde mit dem Publikumspreis der Solothurner Filmtage ausgezeichnet. Die Zürcher Jury hielt fest, der Film besteche durch gut geführte Schauspieler und ein präzises Timing und sei seinem Anspruch der leichten Unterhaltung überzeugend und unverkrampft gerecht geworden. Filmkritiker Thomas Hunziker bemängelte unter anderem das Drehbuch, das „die Handlung ein wenig zu beliebig von einem vorhersehbaren Konflikt zur nächsten unausweichlichen Auseinandersetzung dahin plätschern lässt, ohne wirklich Schwung zu entwickeln.“ Sonja Wenger schrieb für das Schweizer Filmjahrbuch Cinema, der Film sei ein wohltuender Beweis dafür, dass Schweizer Humor auch gut ohne peinliche Witze und krampfhafte Selbstkasteiung auskommen könne.